# Sesioctonus dominicus
Sesioctonus dominicus är en stekelart som beskrevs av Briceno 2003. Sesioctonus dominicus ingår i släktet Sesioctonus och familjen bracksteklar. Inga underarter finns listade i Catalogue of Life.